# Miami Marlins
Die Miami Marlins sind ein US-amerikanisches Baseball-Team. Sie spielen in der Eastern Division der National League. Das Team hieß seit der Gründung 1993 Florida Marlins und trägt mit der Umbenennung am 11. November 2011 dem schon bisher genutzten Spielort Miami Rechnung. Ihre Heimspiele trug die Mannschaft bis 2011 im Sun Life Stadium aus, seit 2012 spielt das Team im LoanDepot Park in Downtown Miami.
1997 gewann die Mannschaft die World Series gegen die Cleveland Indians, 2003 setzten sich die Marlins in der World Series 2003 in sechs Spielen (4:2) gegen die New York Yankees durch. Damit gewannen die Marlins in ihren beiden einzigen Playoff-Auftritten jeweils die World Series und sind somit eines der erfolgreichsten Expansion Franchises (Mannschaften, die seit den 1970er Jahren neu zugelassen wurden).

## Geschichte

### Die Gründung der Florida Marlins
Die Geschichte der Florida Marlins begann zum Jahreswechsel 1989/1990, als die MLB ankündigte, zwei neue Franchises aufnehmen zu wollen, um die National League zu erweitern. Es war ausgemacht worden, dass eines der beiden Teams in Florida entstehen solle, da es noch kein Profi-Baseball-Team in dem Bundesstaat gab. Am 17. März 1990 kündigte Wayne Huizenga an, er wolle dieser Aufgabe nachkommen und den Aufbau des Teams organisieren. Er bekam den Zuschlag. Die Frage war fortan, wo das Team beheimatet werden soll. Orlando war ein Touristenort, so würden vielleicht auch Touristen, die Urlaub machen, sich diesen Sport einmal ansehen. Tampa Bay hatte zu dieser Zeit bereits ein Baseball-Stadion aus dem Besitz eines Amateur-Teams. Dennoch fiel die Wahl auf Miami.

### Aufnahme des Spielbetriebes und der erste Titel
Am 10. Juni 1991 wurde das Team offiziell gegründet. Der Gründungsname war Florida Flamingos. Dieser wurde allerdings recht schnell in Florida Marlins umgewandelt und das Logo angepasst. In der Saison 1993 nahmen sie zusammen mit den Colorado Rockies den Spielbetrieb auf. Die ersten Jahre verliefen ruhig und ohne besondere Vorkommnisse. In der Saison 1997 konnten sich die Marlins dann erstmals über die Wildcard für die Playoffs qualifizieren. In der ersten Runde trafen sie auf die San Francisco Giants, die sie souverän 3–0 besiegten. In der NL Championship Series spielten sie gegen den East Division Konkurrenten Atlanta. Auch diese Serie konnten sie für sich entscheiden und zogen mit einem Gesamtergebnis von 4–2 in die World Series ein. In dieser trafen sie auf die Cleveland Indians, die sie knapp mit 4–3 besiegen konnten. Somit waren sie nach vier Jahren Spielbetrieb bereits World Series Gewinner und damit zu diesem Zeitpunkt das erfolgreichste MLB-Franchise.

### Nach dem Titel – Finanzielle Schwierigkeiten und sportliche Misere
Vor der Saison 1997 tätigten die Marlins eine hohe Anzahl von Trades. Während der Saisonvorbereitungen für die Saison 1998 wurden finanzielle Schwierigkeiten von der Seite des Vereins bestätigt. Daraus resultierte ein Großverkauf an Spielern. Dies spiegelte sich in der darauffolgenden Saison wider, als man mit nur 54 Siegen und 108 Niederlagen das schlechteste Resultat der Vereinsgeschichte erzielte. Bis heute sind die Marlins das einzige Team, das in der Saison nach einem World Series Titel mehr als 100 Spiele verlor. Der Besitzer Wayne Huizenga verkaufte das Team an John Henry. Infolge der vielen Umstellungen im Verein sanken auch die Zuschauerzahlen.

### Der Neuaufbau und der zweite Titel

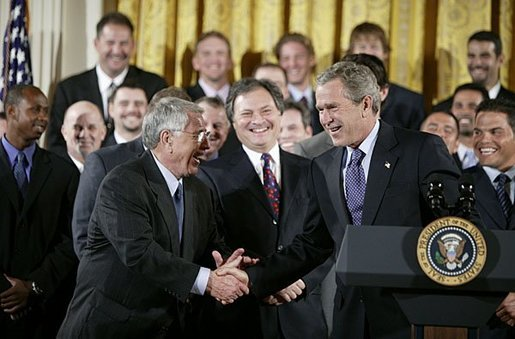
Manager Jack McKeon beim Empfang mit George W. Bush nach dem Sieg in der World Series 2003

Von den Umstellungen der Vorjahre erholten sich die Marlins relativ gut. Durch gut gewählte Draft-Picks und ein hervorragendes Management gelang es den Marlins, wieder ein konkurrenzfähiges Team aufzubauen. Vor der Saison 2003 gab es einen wichtigen Trade, als man den Nr. 1 Draft-Pick von 2000, Adrian Gonzalez mit den Texas Rangers gegen Ugueth Urbina tauschte. Zu Beginn der Saison spielte die Mannschaft schlecht und schon am 11. Mai 2003 wurde Jeff Torborg durch Jack McKeon als Manager abgelöst. Daraus resultierte eine hervorragende Saison, als man zwar deutlich den Division-Sieg verpasste, sich aber über die Wildcard für die Playoffs qualifizierte. In der ersten Runde traf man wie schon 1997 auf die San Francisco Giants, die man erneut bezwingen konnte. In der Championship Series traf man auf die Chicago Cubs. Diese Serie ging über die volle Distanz von sieben Spielen. Schlussendlich hatten die Marlins die Oberhand und zogen in die World Series 2003 ein. Dort trafen sie auf den Rekordmeister New York Yankees. Für Experten war klar, die Marlins würden chancenlos verlieren. Umso größer war die Überraschung, als die Marlins das erste Spiel in New York gewannen. In den beiden anschließenden Spielen unterlag man jedoch den Yankees. Die Fachwelt sah das erste Spiel als Ausrutscher an und es schien, als wäre der Weg zum Titel für die Yankees offen. Umso überraschender kam der Sieg der Marlins im vierten Spiel, das in die Verlängerung ging und nach zwölf Innings mit 4–3 endete. Auch das nächste Spiel entschieden die Marlins für sich. Im sechsten Spiel im Yankee Stadium kam es damit zum Showdown. Die Marlins gewannen 2–0 und damit die World Series mit 4–2, Josh Beckett wurde zum wertvollsten Spieler der Serie gewählt.

### Wichtige Trades und die Jahre im Mittelmaß

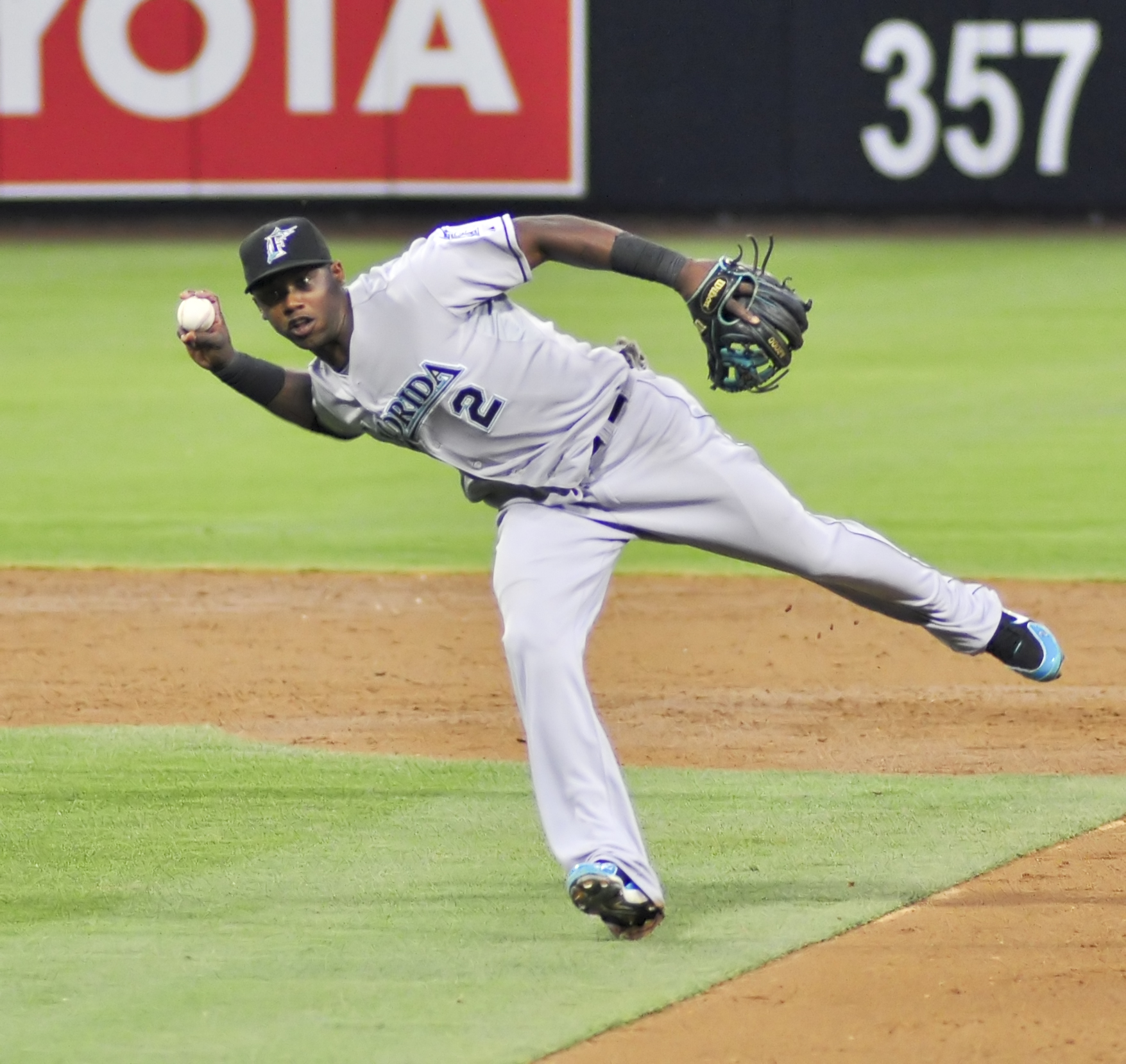
Hanley Ramírez, Shortstop der Marlins im Juli 2009.

Die Marlins verkauften nach dem Ende der Saison 2004 einen Großteil der arrivierten Spieler. Durch weitere Trades holten die Marlins Hanley Ramírez und Aníbal Sánchez von den Boston Red Sox im Tausch gegen den Gold-Glove-Gewinner Mike Lowell und den MVP der World Series 2003 Josh Beckett. In der Saison 2005 standen zum ersten Mal in der Geschichte der MLB sechs Rookies in der Start-Neun eines Eröffnungsspiels. Die Mannschaft entwickelte sich besser als erwartet und den Marlins gelang mit dem niedrigsten Etat aller Major-League-Teams eine ausgeglichene Saison, sie etablierte sich im Mittelfeld der MLB. Anders lief es beim Management, als man in den Jahren 2005 bis 2007 drei verschiedene Manager hatte. Seit der Saison 2006 existiert auch ein Florida Marlins Junioren Team. Dadurch wurde der Wert auf Jugendarbeit verstärkt und der Kern des Teams auf junge Spieler gelegt. In den Jahren 2008 und 2009 verpassten die Marlins die Playoffs knapp.

### Die jüngere Geschichte

#### Die Saison 2010
Die Saison 2010 begann für die Marlins mit acht von 13 gewonnenen Spielen und nach 52 Spielen hatten sie 26 gewonnen und 26 verloren. Am 29. Mai waren die Marlins an einem Perfect Game beteiligt. Bei einem Heimspiel gegen die Philadelphia Phillies warf Roy Halladay das 20. Perfect Game der MLB-Geschichte. Der Pitcher der Marlins, Josh Johnson, ließ seinerseits allerdings auch nur einen unearned Run zu, womit das Spiel mit dem Minimalergebnis von 1–0 endete. Bei der Grapefruit Series der Interleague Games gewannen die Marlins gegen die Tampa Bay Rays fünf von sechs Spielen. Am 23. Juni wurde während der laufenden Saison der Manager Fredi González von Edwin Rodríguez abgelöst. Im Rahmen einer PR-Aktion wurden vom 28.–30. Juni drei Spiele gegen die New York Mets in San Juan, der Hauptstadt von Puerto Rico ausgetragen. Am 1. September kam es während eines Heimspiels gegen die Washington Nationals zu einer Massenschlägerei zwischen den Spielern. Das Spiel endete mit 16–10 für die Marlins. Es ist das punktreichste Spiel in der Geschichte der Marlins und war das punktreichste der MLB-Saison 2010. Die Saison beendeten die Marlins mit einem Ergebnis von 80 Siegen und 82 Niederlagen. Sie waren 17 Siege hinter dem Conference-Gewinner Philadelphia. Zum Ende der Saison wurde bestätigt, dass die Arbeiten am neuen Ballpark im Zeitplan sind und das Stadion wahrscheinlich zur Saison 2012 bezugsfertig sein würde. In der Offseason scheiterten die Vertragsverhandlungen mit dem zweimaligen All-Star Dan Uggla, der daraufhin von den Atlanta Braves verpflichtet wurde. Als Gegenleistung dafür bekamen die Florida Marlins Omar Infante aus Atlanta.

#### Die Saison 2011
Die Saison 2011 war die letzte Saison für die Florida Marlins im Sun Life Stadium, bevor sie nach Downtown Miami in den neuen Ballpark umzogen und in Miami Marlins umbenannt wurden. Die reguläre Saison begann für die Marlins am 1. April 2011, eine Woche früher als die letztjährige, mit einem Heimspiel gegen die New York Mets, welches sie mit 6-2 gewannen. Diese Kalenderumstellung wurde von der MLB getroffen, um zu vermeiden, dass die World Series nicht wie im vorherigen Jahr im November endet.
Die Marlins begannen die Saison unerwartet erfolgreich. Nach einem gespielten Monat Ende Mai lagen sie gleichauf mit den Philadelphia Phillies auf Platz eins ihrer Division. Bis zu diesem Zeitpunkt hatten sie erst eine Spielserie verloren, die erste gegen die New York Mets. Dies war auch der einzige Zeitpunkt der laufenden Saison in der sie einen negativen Rekord hatten. Einen großen Teil zu diesen Erfolgen lieferten die Pitcher bei. Am 22. April, im Spiel gegen die Colorado Rockies, schaffte Aníbal Sánchez fast einen No-Hitter. Er verlor diesen durch einen Schlag ins rechte Feld durch den Outfielder Dexter Fowler, im neunten Inning. Das Spiel endete mit 4-1. Zum Monatswechsel flachte die Leistung der Marlins jedoch wieder ab, nachdem sie drei Spiele in Folge verloren. Am 8. Mai fanden die Marlins allerdings zu alter Stärke zurück als sie mit einem 8-0 ein Shutout gegen ihren Division Konkurrenten Washington feierten. Doch auch dieser Leistungsschub sollte nicht von langer Dauer sein. Ende Mai stand der Roadtrip an die Westküste an, der überaus erfolgreich begann, als man alle drei Spiele gegen San Francisco Giants gewinnen konnte. Die anschließenden Spiele gegen die Los Angeles Dodgers und die Arizona Diamondbacks liefen weniger erfolgreich und die Marlins fielen zunehmend hinter den Philadelphia Phillies zurück. Das schlechte Ende des Roadtrips war auch der Beginn zu einer Serie von acht Niederlagen in Folge. Siebenmal verloren die Marlins allerdings nur mit einem Run. Dadurch fielen die Marlins weiter zurück und sind nun hinter den Atlanta Braves auf Platz drei, der Platz auf dem sie in den letzten Jahren meistens die Saison beendeten.
In den diesjährigen Interleague Games trifft die Division der Marlins, die National League East, auf die American League West. Die drei Heimspiele gegen die Seattle Mariners müssen allerdings aufgrund eines U2-Konzerts im Sun Life Stadium von Miami nach Seattle verlegt werden. Offiziell haben dennoch die Marlins das Heimrecht, daher wird ohne Designated Hitter gespielt. Es ist seit langer Zeit das erste Spiel in einem American League Stadion ohne den Designated Hitter.

## Erfolge
Die Florida Marlins sind eines der erfolgreichsten Franchises der MLB.
Sie gewannen zweimal die World Series, die erste Im Jahr 1997 gegen die Cleveland Indians und die zweite im Jahr 2003 gegen die New York Yankees. Trotz dieser Erfolge gelang es ihnen noch nie ihre Division zu gewinnen. Beide Male qualifizierten sie sich über die Wild Card für die Playoffs. Somit haben die Marlins bei jedem ihrer Playoff Auftritte auch die World Series gewonnen.

## Stadien

### Sun Life Stadium

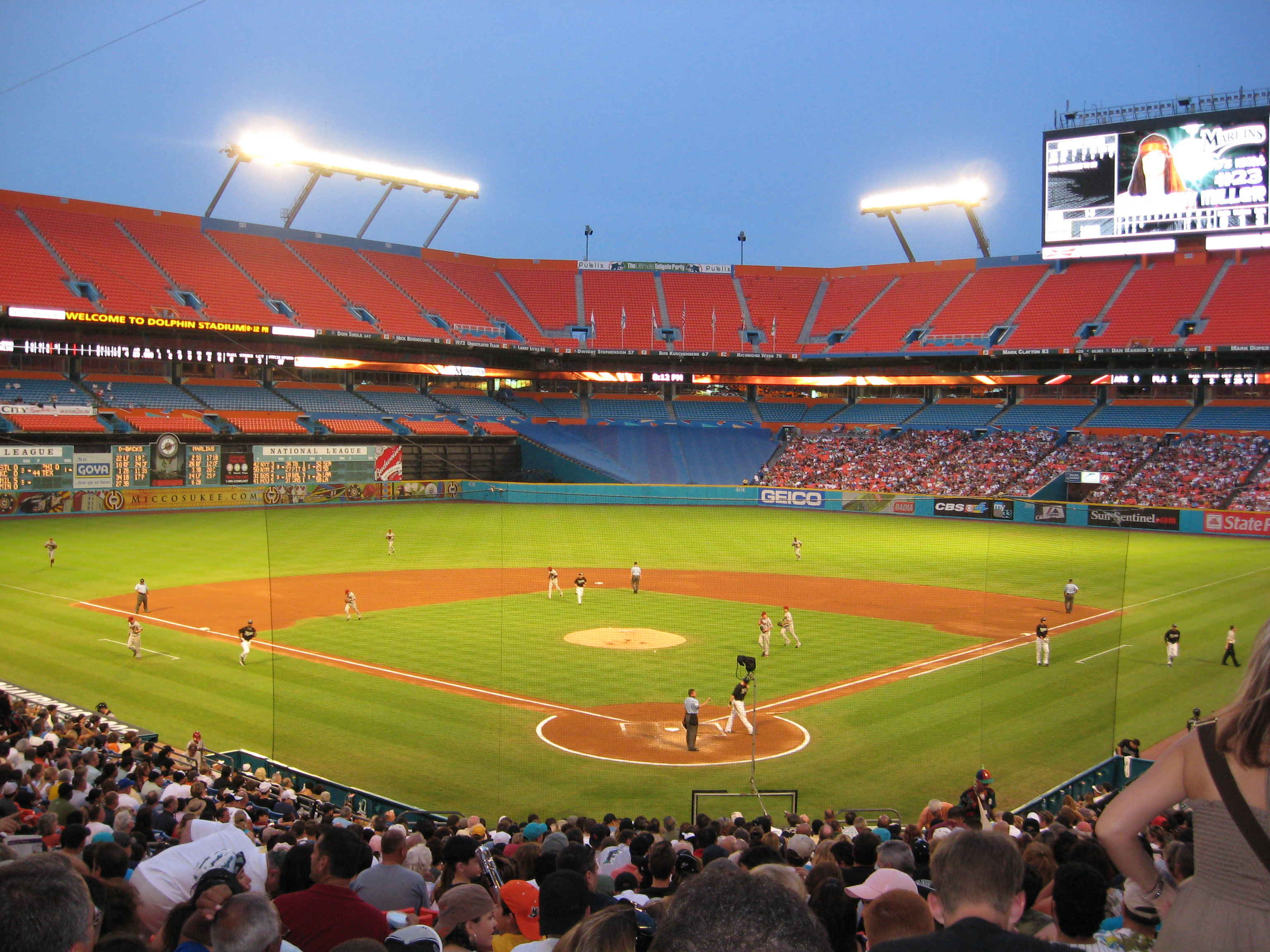
Blick in das Sun Life Stadium.

Ab ihrer Gründung spielten die Florida Marlins im Sun Life Stadium (heute: Hard Rock Stadium). Das Stadion liegt nördlich von Miami in der Stadt Miami Gardens. Die Florida Marlins haben alle sieben Namenswechsel des Stadions miterlebt, vom ersten Namen Joe Robbie Stadium bis hin zu Sun Life Stadium. Das Stadion ist für Football konzipiert und wird für Baseballspiele vom Feld und den Tribünen angepasst, dadurch sinkt die Kapazität des Stadions von 75.192 Plätzen auf 38.560 Plätze bei den Spielen der Marlins. Da die Marlins nur Mieter und kein Eigentümer sind, sind sie zum einen bei der Planung des Spielplans eingeschränkt und zum anderen können keine Einnahmen durch Geschäfte in und mit dem Stadion erzielt werden, das Franchise muss dagegen erhebliche Mietkosten an den Stadionbetreiber abführen. So mussten in der Saison 2011 aufgrund eines U2-Konzertes drei Heimspiele gegen die Seattle Mariners von Miami nach Seattle verlegt werden. Außerdem hat das Stadion kein verschließbares Dach. Im tropischen Monsunklima Miamis kam es daher häufig wegen des Wetters zu Verspätungen oder Spielausfällen. Um diesen Problemen zu begegnen, wurde schon vor der Jahrtausendwende versucht, den Neubau eines eigenen Stadions in Angriff zu nehmen, bis Ende 2008 scheiterten aber alle Planungen an der Finanzierung, so dass zwischenzeitlich schon der Umzug des Teams an einen anderen Ort diskutiert wurde. Bis kurz vor Baubeginn gab es Einsprüche gegen die teilweise Finanzierung des Neubaues aus öffentlichen Mitteln, die jedoch gerichtlich abgewiesen wurden.

### LoanDepot Park

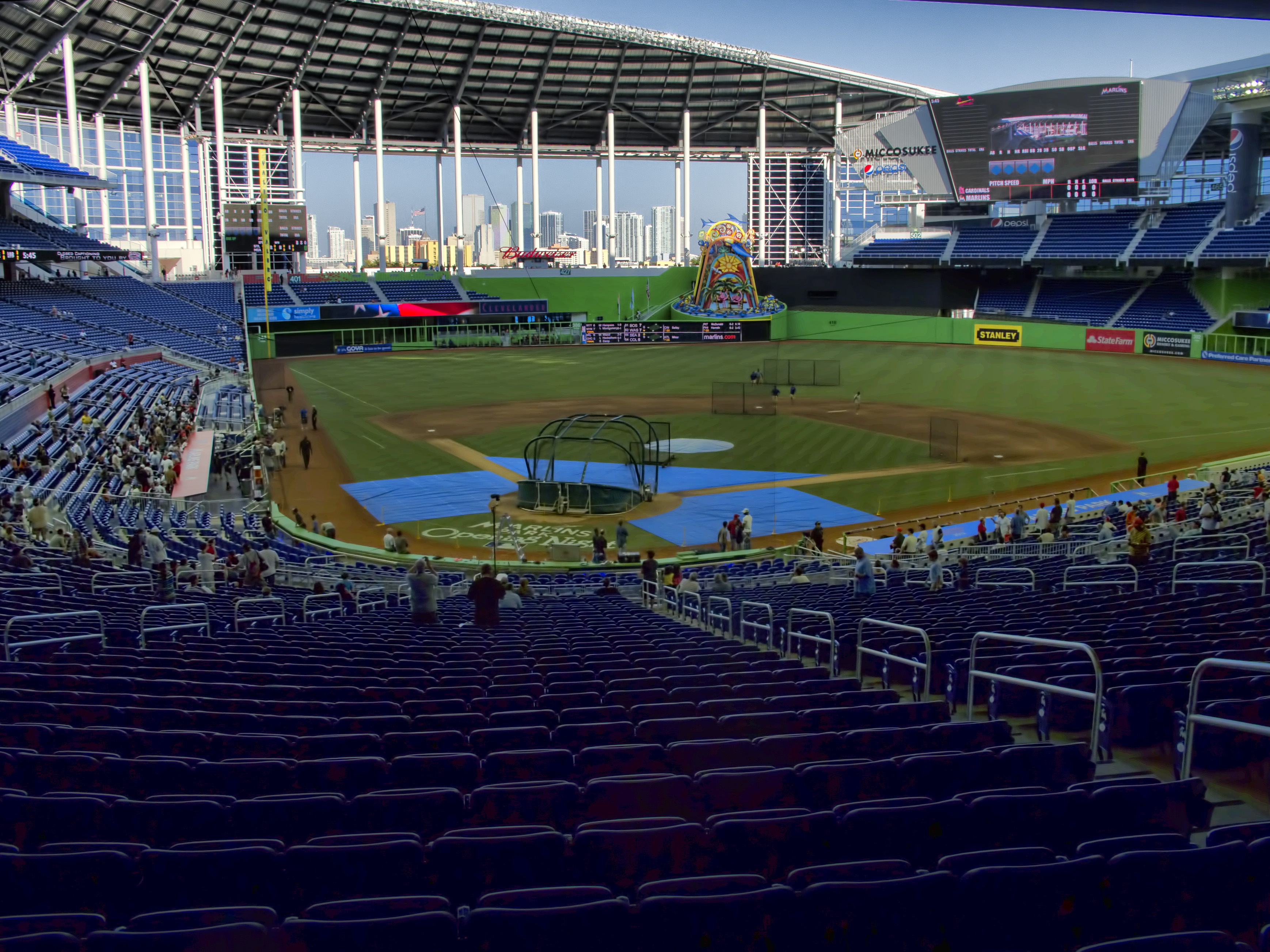
LoanDepot Park

Der LoanDepot Park (bis 2021: Marlins Park) entstand in Downtown Miami an der Stelle des ehemaligen, inzwischen abgerissenen Orange Bowl Stadium. Mit dem Bau wurde am 1. Juli 2009 begonnen. Der Bau wurde planmäßig ausgeführt und wurde zur Saison 2012 bezugsfertig. Das Stadion, dessen Kosten auf 515 Millionen US-Dollar veranschlagt sind, wurde von den Florida Marlins, dem Miami-Dade County und der Stadt Miami finanziert. Die Marlins werden der alleinige Betreiber sein. Das Stadion verfügt über ein verschließbares Dach und ist für ungefähr 37000 Zuschauer konzipiert. Mit dem Umzug ins neue Stadion wird auch der Name des Teams in Miami Marlins geändert sowie das Stadion in Marlins Park. Das erste Spiel der Miami Marlins im neuen Ballpark der regulären MLB-Saison 2012 fand am 4. April 2012 gegen die St. Louis Cardinals statt.

## Wissenswertes
- Die Florida Marlins haben derzeit den geringsten Etat aller MLB-Teams.

- Die Florida Marlins waren das erste MLB-Team, das ein Cheerleader Team aufbaute, die Marlins Mermaids.

- Der Hauptkonkurrent der Florida Marlins sind die Tampa Bay Rays, auf die sie 6-mal in einer Saison in den Interleague Games treffen.

- Die Ernennung von Kim Ng zum General Manager der Miami Marlins im November 2020 war eine doppelte Premiere: Erstmals führt eine Frau ein Team in der Major League Baseball und zum ersten Mal nimmt eine Person asiatischer Abstammung eine solch hohe Position ein.

## Besondere Ehrungen

### Nicht mehr vergebene Nummern
- 5 Carl Barger
- 16 José Fernandez
- 42 Jackie Robinson (bei jedem Club der Major League Baseball)

## Minor-League-Teams der Miami Marlins
- AAA: Jacksonville Jumbo Shrimp, Jacksonville, Florida
- AA: Pensacola Blue Wahoos, Pensacola, Florida
- High-A: Beloit Snappers, Beloit, Wisconsin
- Low-A: Jupiter Hammerheads, Jupiter, Florida
- Rookie: Gulf Coast Marlins, Jupiter, Florida
- Rookie: Dominican Marlins, Dominikanische Republik